# Elbe Maru
Das Containerschiff Elbe Maru wurde 1971 für die japanische Reederei Mitsui O.S.K. Lines gebaut und zählte beim Bau zu den schnellsten Frachtschiffen weltweit. Es war das erste Vollcontainerschiff der dritten Generation mit Dreimotorenantriebsanlage.

## Geschichte

### Trio Dienst
Bestellt wurde die Elbe Maru 1970 von der Reederei Mitsui O.S.K. Lines als Baunummer 903 der Werft Mitsui Zosen in Tamano. Die Elbe Maru war zunächst als eines von 17 neuen Vollcontainerschiffen der dritten Generation für den Einsatz im TRIO Container Service geplant. Das TRIO-Konsortium bestand aus Hapag-Lloyd, Overseas Containers Limited (OCL – bestehend wiederum aus Ocean Transport & Trading Ltd, der Blue Funnel Line, P & O, der British & Commonwealth Shipping Company sowie Furness, Withy & Co.), Ben Line Containers (Ben Line Steamers und Ellerman Lines), Nippon Yusen Kaisha und Messageries Maritimes. Mit dem TRIO-Dienst bauten diese Reedereien einen von Europa über den Sueskanal oder Kapstadt und den Panamakanal gehenden Containerliniendienst nach Kobe, Tokyo, Singapur und Hong Kong auf.

### Einsatzzeit
Nach Ablieferung des Schiffes am 24. März 1972 wurde die Elbe Maru im Trio-Dienst eingegliedert. Ab 1989 wurde das Schiff von Mitsui OSK umbenannt und als North Sea weiterbetrieben. 1994 erwarb die dänische Reederei A. P. Møller-Mærsk das Schiff und setzte es als Maersk Tacoma ein. Anfang 1996 übernahm die Schweizer Reederei Mediterranean Shipping Company das Schiff und setzte es bis 2008 als MSC Insa ein. Im Jahr 2008 wurde das Schiff noch zweimal umgetauft, zuerst am 1. Juli auf den Namen MSC Koala und genau zwei Monate darauf in H Reliance, bis es am 20. September 2008 im indischen Alang eintraf, wo es schließlich abgebrochen wurde.

## Technik
Der Entwurf der Elbe Maru war das weltweit erste Containerschiff der dritten Generation mit einer Dreidiesel-Antriebsanlage. Auf der Basis der Elbe Maru entwarf Mitsui kurz darauf die Toyama für die norwegische Reederei Wilh. Wilhelmsen deren Decksaufbauten wurden im Vergleich zur Elbe Maru vergrößert und anders ausgestattet, um den Ansprüchen der norwegischen Auftraggeber zu entsprechen. Zusammen mit einer Gruppe weiterer Schiffe, wie der Selandia-Klasse (EAC) oder  der Nihon (SEA) kamen hier die ersten sehr schnellen Containerschiffe mit Dieselantrieb auf den Markt. Erst im Zuge der Ölkrise von 1973 kam es dann zur vollständigen Umstellung auf energieeffizientere Antriebsanlagen der vorher meist mit Dampfturbinenantrieben ausgerüsteten großen Containerschiffe.
Das herausragendste Detail des Schiffes war seine Antriebsanlage, die sich aus drei an Steuerbord, Mittschiffs und Backbord angeordneten B&W-Dieselmotoren zusammensetzte. Alle drei bauähnlichen Motoren waren von der Bauwerft in Lizenz des dänischen Herstellers Burmeister & Wain gebaute Zweitaktdiesel mit 84 Zentimeter Zylinderdurchmesser und 180 Zentimeter Hub. Die beiden Seitenmotoren des Typs B&W 9K84EF hatten je neun Zylinder, leiste etwa 23.500 PS und trieben direkt je einen Festpropeller an, der mittlere Motor des Typs B&W 12K84EF verfügte über zwölf Zylinder, eine Leistung von 28.000 PS und gab diese an einen Verstellpropeller ab. Die Gesamtleistung von rund 80.000 PS brachte das Schiff auf eine Probefahrtsgeschwindigkeit über 31 Knoten. Die elektrische Versorgung des Schiffes bestand aus fünf Dieselgeneratoren mit Leistungen zwischen 1700 und 980 Kilowatt.
Das Schiff verfügte über acht Laderäume mit eingebauten Cellguides und konnte 1842 TEU transportieren. Es waren Anschlüsse für 160 Kühlcontainer vorhanden, Ladegeschirr war nicht verbaut.